# Pavel Schmidt
Pavel Schmidt (født 9. februar 1930 i Bratislava, død 14. august 2001 i Macolin, Schweiz) var en tjekkoslovakisk (slovakisk) roer og olympisk guldvinder.

## Rokarriere
Schmidt roede dobbeltsculler sammen med Václav Kozák, og duoen vandt EM-sølv i 1959 efter Aleksandr Berkutov og Jurij Tjukalov fra Sovjetunionen. Ved OL 1960 i Rom var den sovjetiske duo da også storfavoritter, efter at de havde vundet de seneste fire europamesterskaber og var forsvarende OL-mestre. Imidlertid vandt Kozák og Schmidt deres indledende heat foran netop Berkutov og Tjukalov, og i finalen gentog de præstationen og sikrede sig guldet, næsten tre sekunder foran favoritterne, der ydermere måtte kæmpe for ikke også at blive indhentet af schweizerne Ernst Hürlimann og Rolf Larcher, der fik bronze, blot ti sekunder bagud.
Ved EM året efter fik Tjukalov og Berkutov revanche, da de vandt deres femte EM-guld, mens Kozák og Schmidt her fik bronze.

## OL-medaljer
- 1960:  Guld i dobbeltsculler